# Fininvest
Fininvest este un holding controlat de familia lui Silvio Berlusconi și administrat de fiica cea mai mare a lui, Marina Berlusconi.

## Structura
Grupul Fininvest este compus dintr-un număr de companii importante: Mediolanum (o întreprindere de asigurări și societăți bancare), Medusa (o importantă companie italiană de producție de film), Mondadori (una dintre companiile cele mai bune din publicitate din Italia), AC Milan (o echipă de fotbal) și MFE - MediaForEurope
, care este în prezent cel mai mare concurent pe piața de divertisment privat din Italia, care deține trei canale (Canale 5, Italia 1, Rete 4), două canale în Spania, Endemol, o televiziune digitală de radiodifuziune de rețea și multe alte companii referitoare la televiziune.